# Ronald Moultrie
 (septembre 2022).

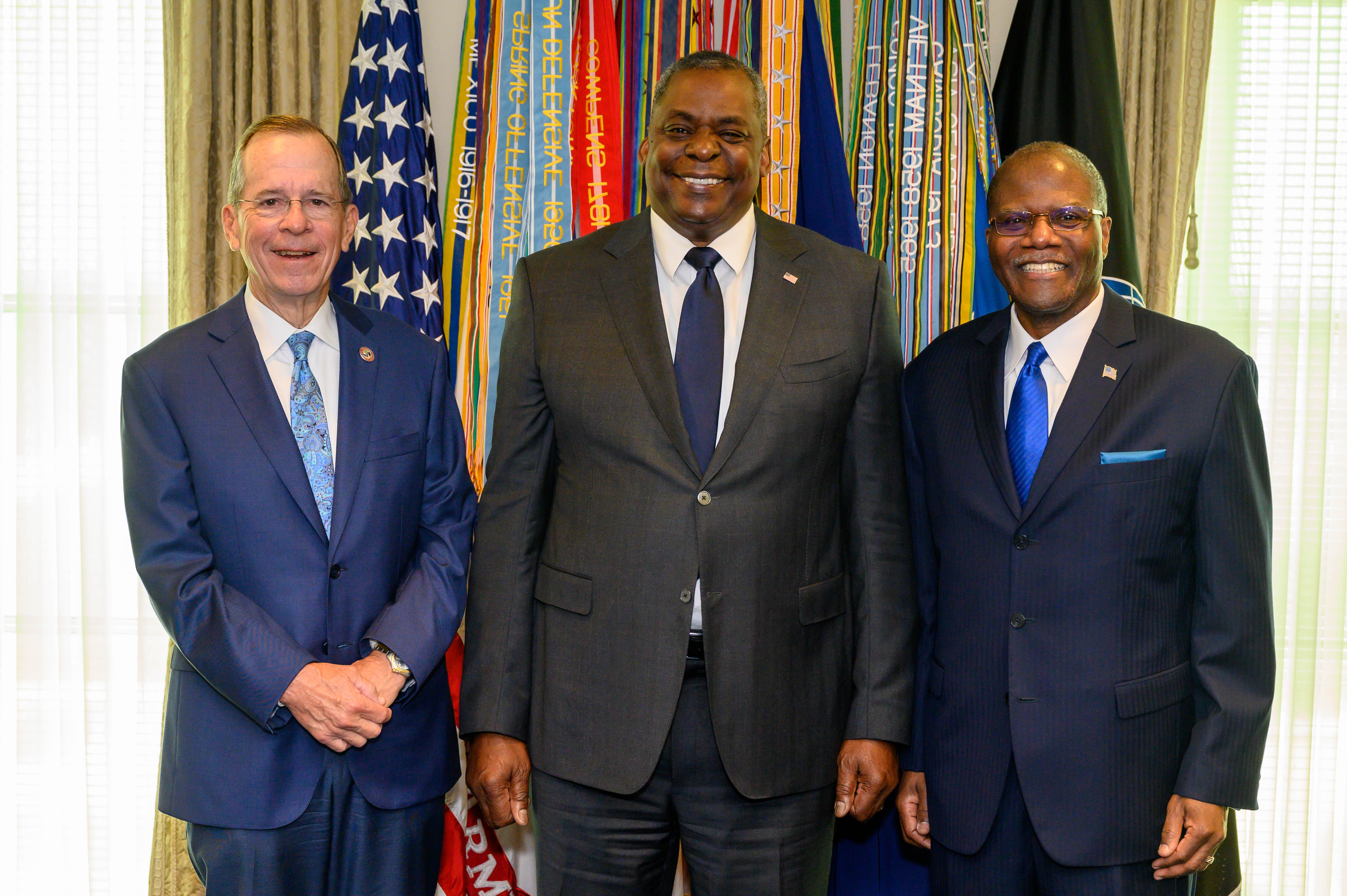
Le sous-secrétaire à la Défense pour le renseignement et la sécurité Ronald Moultrie avec le secrétaire à la Défense Lloyd Austin et l'amiral Michael Mullen, au Pentagone le 1er juin 2021.

Ronald S. « Ron » Moultrie (Ronald Moultrie) est responsable du renseignement américain, et sous-secrétaire à la défense pour le renseignement et la sécurité dans l'administration Biden.
Il a pris ses fonctions le 1er juin 2021, après avoir été confirmé le 29 mai par le Sénat.

## Formation
Ronald Moultrie a obtenu un baccalauréat ès arts de l'Université du Maryland, College Park et une maîtrise ès sciences de la National Intelligence University. Il a aussi été diplômé en langue russe au Defence Language Institute, et a terminé ses études à la Harvard Kennedy School.

## Carrière
Moultrie a servi comme linguiste russe dans l'armée de l'air des États-Unis. 
Il a ensuite été conseiller auprès du secrétaire américain à la Marine puis officier à la CIA (Central Intelligence Agency) avant de rejoindre la NSA (National Security Agency), où il a finalement occupé le poste de directeur du National Security Operations Center. Il a aussi été conseiller au bureau du directeur du renseignement national,,.
Lors d'une audience du comité des services armés de la Chambre en juin 2021 sur la collaboration entre les communautés de la défense et du renseignement, Ronald Moultrie a déclaré que le gouvernement devait améliorer le partage d'informations sur le renseignement de la défense à la fois en interne et avec des alliés étrangers de confiance.
Le 17 mai 2022, Ronald Moultrie a été invité par le Congrès des États-Unis à témoigner lors d'une audience consacrée aux phénomènes aériens inexpliqués (OVNIs) où a été notamment évoqué le travail de la Defense Intelligence Agency (DIA) et son programme secret de recherche sur les ovnis (Advanced Aerospace Threat Identification Program ou AATIP, conduit de 2007 à 2012). Peu avant (juin 2022), la NASA annonce charger une équipe d'étude de l'examen des données disponibles sur les phénomènes aériens non identifiés (UAP). Et certains auteurs comme Andreas Anton (sociologue de l'histoire et des sciences cognitives à l'Albert-Ludwigs-Universität Freiburg, en Allemagne, qui s'est intéressé au savoirs, expériences et pratiques hétérodoxes en RDA à l'ombre du scientisme) se sont demandé si ces 'révélélations' pouvaient avoir un lien avec le contexte internationale (guerre en Ukraine…) et « si une campagne de désinformation ciblée pourrait être à l'origine des rapports actuels ».